# Hubbo församling
Hubbo församling var en församling i Västerås stift och i Västerås kommun i Västmanlands län. 
Församlingen uppgick 2006 i Tillberga församling.

## Administrativ historik
Församlingen har medeltida ursprung.
Församlingen utgjorde till 1875 ett eget pastorat. Från 1875 till 1962 var församlingen annexförsamling i pastoratet Tillberga och Hubbo och från 1962 till 2006 moderförsamling i pastoratet Hubbo, Tillberga, Sevalla och Tortuna. Församlingen uppgick 2006 i Tillberga församling.

## Kyrkoherdar
| Verksam                                                                                   | Namn                          | Levnadstid | Övrigt |
| ----------------------------------------------------------------------------------------- | ----------------------------- | ---------- | ------ |
|                                                                                           | Haraldus Petri                |            |        |
|                                                                                           | Georgius Danus                |            |        |
|                                                                                           | Olaus Swenonis Lindensis      |            |        |
|                                                                                           | Jonas Andreæ Jemtius          |            |        |
|                                                                                           | Carolus Petri Smolandus       |            |        |
|                                                                                           | Isaacus Ingemundi Lilhærensis |            |        |
|                                                                                           | Ericus Holstenius             |            |        |
| 1627–1631                                                                                 | Laurentius Magni Westhius     |            |        |
| 1632–1638                                                                                 | Simon Benedicti Arbogensis    |            |        |
| 1638–1641                                                                                 | Adolphus Elai Terserus        |            |        |
|                                                                                           | Petrus Olai Dalekarlus        |            |        |
|                                                                                           | Johannes Petri Arbogensis     |            |        |
|                                                                                           | Nicolaus Johannis Rudbeckius  |            |        |
|                                                                                           | Andreas Erici Wallenius       |            |        |
|                                                                                           | Jacobus Elai Terserus         |            |        |
|                                                                                           | Jonas Andreae Holstenius      |            |        |
|                                                                                           | Samuel Laurentii Höijer       |            |        |
|                                                                                           | Johannes Erici Holstenius     |            |        |
|                                                                                           | Gabriel Erici Holstenius      |            |        |
|                                                                                           | Johannes Johannis Sewallius   |            |        |
|                                                                                           | Petrus Christiernin           |            |        |
|                                                                                           | Gabriel Johannis Sewallius    |            |        |
|                                                                                           | Jacob Boethius                |            |        |
|                                                                                           | Petrus Petri Aroselius        |            |        |
|                                                                                           | Petrus Jonæ Hagelberg         |            |        |
|                                                                                           | Petrus Georgii Tillæus        |            |        |
|                                                                                           | Johan Emporelius              |            |        |
|                                                                                           | Nicolaus Petri Christiernin   |            |        |
|                                                                                           | Johan Swedberg                |            |        |
|                                                                                           | Jacob Swedelius               |            |        |
|                                                                                           | Simon Nauclerus               |            |        |
|                                                                                           | Jacob Strangh                 |            |        |
| 1745–1765                                                                                 | Olof Norberg                  |            |        |
| 1766–1774                                                                                 | Eric Hartzell                 |            |        |
| 1774–1785                                                                                 | Johan Gottmarck               |            |        |
| 1785–1811                                                                                 | Thomas Jedeur                 |            |        |
| 1811–1813                                                                                 | Pehr Kraft                    |            |        |
| 1813–1826                                                                                 | Johan Petter Fröberg          |            |        |
| utnämnd 1827 men tillträdde aldrig                                                        | Gustaf Nibelius               |            |        |
| utnämnd 1829, tillträdde 1830, blev kyrkoherde i Badelunda 1839 men tillträdde först 1842 | Eric Bergqwist                |            |        |
| utnämndes 1840 men tillträdde aldrig                                                      | Johan Paul Immanuel Tellbom   |            |        |
| utnämnd 1841, tillträdde 1842                                                             | Samuel Lorentz Ljungdahl      |            |        |

## Organister
Lista över organister i Hubbo församling.
| Verksam   | Namn               | Levnadstid | Övrigt         |
| --------- | ------------------ | ---------- | -------------- |
| 1840-1847 | Fredrik Frendelius | 1809-      | Även klockare. |
| 1847-1883 | Lars Johansson     | 1817-1884  |                |
| 1883-1920 | Olof Nilander      | 1858-1921  |                |
| 1920-1957 | Johan Edvin Haagen | 1894-      |                |

## Kyrkor
- Hubbo kyrka